# Jonathan Hadary
Jonathan Hadary (Chicago, 11 ottobre 1948) è un attore statunitense.

## Biografia
Nato a Chicago e cresciuto a Bethesda, Jonathan Hadary ha studiato alla Tufts University e prima ancora di ottenere la laurea era stato ingaggiato per recitare nel musical You're A Good Man Charlie Brown a Boston e nel tour statunitense. Nel 1976 fece il suo debutto sulle scene newyorchesi con il dramma Sotto il segno dei Gemelli, in cui recitò nell'Off Broadway e a Broadway. Nel 1981 tornò a recitare a Broadway nella commedia Torch Song Trilogy, in cui rimpiazzò l'autore Harvey Fierstein nel ruolo del protagonista. Nel 1985 recitò nell'Off Broadway nella prima di As Is, la prima opera teatrale a parlare dell'AIDS, e per la sua interpretazione vinse l'Obie Award.
Quattro anni più tardi, nel 1989, tornò a Broadway nel musical Gypsy con Tyne Daly e per la sua performance nel ruolo di Herbie fu candidato al Drama Desk Award e al Tony Award al miglior attore non protagonista in un musical. Nel 1993 rimpiazzò Nathan Lane come protagonista di Guys and Dolls a Broadway, mentre nel 2006 vinse il Drama Desk Award per la sua interpretazione nel dramma Awake and Sing!. Continuando ad alternare apparizioni in musical teatrali e opere di prosa, nel 2006 Hadary fu Re Artù in Spamalot a Broadway, mentre nel 2019 è stato Sicinio nella tragedia shakespeariana Coriolano al Public Theater dell'Off Broadway.
Attivo anche in campo cinematografico, Hadary ha recitato nei film Il momento di uccidere, Private Parts e Prima ti sposo, poi ti rovino, mentre sul piccolo schermo ha recitato in numerose serie TV, tra cui Miami Vice, Law & Order, Sex and the City, Veep e Russian Doll.

## Filmografia parziale

### Cinema
- New Age - Nuove tendenze (The New Age), regia di Michael Tolkin (1994)
- Il momento di uccidere (A Time to Kill), regia di Joel Schumacher (1996)
- Private Parts, regia di Betty Thomas (1997)
- Un semplice desiderio (A Simple Wish), regia di Michael Ritchie (1997)
- Bait - L'esca (Bait), regia di Antoine Fuqua (2000)
- Hard Attraction (Love the Hard Way), regia di Peter Sehr (2001)
- Prima ti sposo poi ti rovino (Intolerable Cruelty), regia di Joel Coen (2003)
- Margaret, regia di Kenneth Lonergan (2011)
- The Fabelmans, regia di Steven Spielberg (2022)

### Televisione
- Miami Vice - serie TV, episodio 4x13 (1988)
- Law & Order - I due volti della giustizia - serie TV, 1 episodio (1991)
- Swift - Il giustiziere - serie TV, 1 episodio (1996)
- Cinque in famiglia - serie TV, 1 episodio (1996)
- 100 Centre Street - serie TV, 1 episodio (2001)
- Law & Order: Criminal Intent - serie TV, 1 episodio (2001)
- Hope & Faith - serie TV, 1 episodio (2003)
- Sex and the City - serie TV, 1 episodio (2004)
- The Heart, She Holler - serie TV, 26 episodi (2011-2014)
- Louie - serie TV, 1 episodio (2011)
- Horace and Pete - serie TV, 1 episodio (2016)
- Veep - Vicepresidente incompetente - serie TV, 7 episodi (2017-2019)
- Russian Doll - serie TV, 1 episodio (2019)
- Girls5eva - serie TV, 8 episodi (2021-2022)

### Doppiaggio
- L'incantesimo del lago (The Swan Princess), regia di Richard Rich (1994)

## Doppiatori italiani
- Danilo Bruni in Law & Order: Criminal Intent
- Carlo Reali in Prima ti sposo, poi ti rovino
- Luca Biagini in Margaret
- Riccardo Rovatti in Girls5eva
- Paolo Lombardi in Il momento di uccidere